# 15 canciones en el tiempo
15 canciones en el tiempo es un álbum recopilatorio de Rubén Rada, editado en Uruguay por Montevideo Music Group en 2004.

## Contenido
Contiene el disco La yapla mata (1985) de forma íntegra y del disco Adar Nebur (1984) los temas "Mandanga Dance", "Juana con Arturo" y "Mambo liberador".
Es el quinto compilado de Rada que se basa en estos dos álbumes, los otros son: Rubén Rada en colores, Tengo un candombe para Gardel, Buenos tiempos y Rubén Rada y sus canciones.
Al igual que Rubén Rada y sus canciones, trae temas extra no interpretados por Rada: "Mamita" del álbum Montevideo (1996) interpretado por Coca Vidal y la murga Saltimbanquis (misma versión que aparece en Rubén Rada y sus canciones), "Botija de mi país" por la comparsa Serenata Africana, "Candombe para Figari" por Coca Vidal y "Orejas" (del repertorio de Totem) por Los del Pueblo y Mario "Chichito" Cabral.

## Lista de canciones
01- Tengo un candombe para Gardel (R. Rada)
- Rubén Rada

02- Las manzanas (R. Rada)
- Rubén Rada

03- Flecha Verde (R. Nolé - R. Rada)
- Rubén Rada

04- La yapla mata R. Nolé - R. Rada)
- Rubén Rada

05- Mandanga Dance (R. Rada)
- Rubén Rada

06- Juana con Arturo (R. Rada)
- Rubén Rada

07- Madre salsa (R. Rada)
- Rubén Rada

08- Mambo liberador (R. Rada)
- Rubén Rada

09- Te parece (R. Rada)
- Rubén Rada

10- El levante (R. Rada)
- Rubén Rada

11- El Negro Chino (R. Nolé - R. Rada)
- Rubén Rada

12- Mamita (R. Rada)
- Coca Vidal con Saltimbanquis

13- Botija de mi país (R. Rada)
- Serenata Africana

14- Candombe para Figari (R. Rada)
- Coca Vidal

15- Orejas (M. Cabral)
- Los del pueblo con Cabral

## Ficha técnica
Selección y compaginación: Ernesto Muñoz, Diego Martínez, Federico Marinari
Diseño: Alejandro Echegoyen